# Bồ câu vương miện miền tây
Bồ câu vương miện miền tây (Goura cristata) là một loài chim trong họ Columbidae.